# 林沛
林沛，湖北监利人，是一名清朝政治人物。
林沛曾于1815年接替刘青藜任金山县知县一职，1816年由葛若焕接任。